# الف، رینلند-پلاتینت
الف، رینلند-پلاتینت (به آلمانی: Alf, Rhineland-Palatinate) یک شهر در آلمان است که در راینلاند-فالتس واقع شده‌است.

## خصوصیات
الف ۶٫۳۳ کیلومترمربع مساحت دارد ۹۵ متر بالاتر از سطح دریا واقع شده‌است.